# Medaille „70 Jahre Streitkräfte der UdSSR“
| 70 Jahre Streitkräfte der UdSSR | 70 Jahre Streitkräfte der UdSSR |
| ------------------------------- | ------------------------------- |
| Medaille                        | Revers                          |
| Bandschnalle                    |                                 |

Die Jubiläumsmedaille „70 Jahre Streitkräfte der UdSSR“ (russisch Юбилейная медаль «70 лет Вооружённых Сил СССР» Jubileinaja medal «70 let Wooruschonnych Sil SSSR») war eine Auszeichnung der Sowjetunion, welche am 24. Januar 1988 anlässlich des 70. Jahrestages der sowjetischen Streitkräfte in einer Stufe gestiftet wurde.
Die 32 mm durchmessende vergoldete Medaille aus Messing zeigt auf ihrem Avers drei links blickende Kopfporträts aller drei Teilstreitkräfte der Roten Armee in der Reihenfolge Heer, Marine, Luftwaffe. Umschlossen wird die Symbolik von einem Lorbeerkranz, der sich an seiner oberen Mitte in einem Sowjetstern vereinigt. Der unteren Kreuzpunkt der Lorbeerzweige wird von den Jahreszahlen 1918/1988 überlagert. Das Revers der Medaille zeigt dagegen die fünfzeilige Inschrift: 70 / лет / Вооруженных / Сил / СССР (70 Jahre Streitkräfte der UdSSR). Unterhalb dieser Inschrift bilden zwei gekreuzte Zweige aus Lorbeer- und Eichenlaub den Abschluss. Getragen wurde die Medaille an der linken Brustseite des Beliehenen an einer pentagonalen roten Spange mit grünem Saum, in dessen Mitte ein senkrechter Mittelstreifen in den Farben Gelb-Grau-Gelb eingewebt ist. Die Interimspange ist von gleicher Beschaffenheit. Es wurden 9.842.160 Medaillen verliehen.